# Cantonul Delle
Cantonul Delle este un canton din arondismentul Belfort, departamentul Territoire de Belfort (90), regiunea Franche-Comté, Franța.

## Comune
- Courcelles
- Courtelevant
- Delle (reședință)
- Faverois
- Florimont
- Joncherey
- Lebetain
- Lepuix-Neuf
- Réchésy
- Thiancourt